# Serieåret 1922

## Pristagare
- Pulitzerpriset för "Editorial Cartooning": Rollin Kirby, New York World, för "On the Road to Moscow"

## Födda
- 1 januari – Jerry Robinson, amerikansk serietecknare.
- 1 mars – William Gaines (död 1992, amerikansk förläggare, redaktör och manusförfattare, grundare av Mad Magazine.
- 8 mars – Shigeru Mizuki, japansk mangatecknare.
- 2 maj – Doug Wildey (död 1994), amerikansk animatör och serietecknare.
- 16 juni – Jack Keller (död 2003), amerikansk serietecknare.
- 5 november – Violet Barclay, amerikansk illustratör och serietecknare.
- 26 november – Charles M. Schulz (död 2000), amerikansk serietecknare, Snobbens skapare.
- 27 december – Ferdinando Tacconi (död 2006), italiensk serietecknare.
- 28 december – Stan Lee (död 2018), amerikansk författare och förläggare.
- 30 december – Marc Sleen, belgisk serieskapare
- Okänt datum – Ron Turner (död 1998), brittisk serieskapare och illustratör.

## Avlidna
- 15 maj – Leslie Ward (född 1851), brittisk serietecknare.